# São João do Manhuaçu (ort)
São João do Manhuaçu är en ort i Brasilien.   Den ligger i kommunen São João do Manhuaçu och delstaten Minas Gerais, i den sydöstra delen av landet, 800 km sydost om huvudstaden Brasília. São João do Manhuaçu ligger 825 meter över havet och antalet invånare är 11 360.
Terrängen runt São João do Manhuaçu är kuperad. Närmaste större samhälle är Manhuaçu, 19,4 km nordost om São João do Manhuaçu.
Omgivningarna runt São João do Manhuaçu är huvudsakligen savann. Runt São João do Manhuaçu är det ganska tätbefolkat, med 67 invånare per kvadratkilometer.